# Christina Quarles
Christina Quarles (Chicago, 1985) es una artista y escritora estadounidense que vive y trabaja en Los Ángeles. Sus pinturas  abstractas y gestuales confrontan temas como las identidades raciales y sexuales, el género y la homosexualidad. Se la considera a la vanguardia de una generación de artistas millennials y sus obras rompen con los modos sociales de clasificación física.

## Biografía
Quarles nació en 1985 en Chicago, Illinois.
En 1991, tras el divorcio de sus padres, se trasladó con su madre a Los Ángeles, California, donde continúa viviendo y trabajando. En la escuela secundaria conoció a Alyssa Polk, la mujer que más tarde se convertiría en su cónyuge.
Creció como hija única de madre soltera y comenzó a dibujar desde muy pequeña. Tomó su primera clase de dibujo natural a los 12 años. Durante la escuela secundaria, desarrolló su habilidad y aprendió técnicas de su profesor Joseph Gatto que aún utiliza. “Él hablaba de la memoria muscular para representar la forma”, explica. “Antes de hacer una marca, trazabas los movimientos para delinear la figura, solo con polvo de carboncillo. Cuando empezabas a dibujar, si te equivocabas, no lo borrabas, porque eso reforzaría la memoria muscular; en su lugar, deberías repasarlo con una nueva marca”.

### Formación
Tras asistir a la Escuela Secundaria de Artes del Condado de Los Ángeles (LACHSA), Quarles se licenció en Arte y Filosofía en la  Universidad de Hampshire en 2007  y obtuvo un máster en Bellas Artes en Pintura de la Escuela de Arte de Yale, en 2016. Ese mismo año,  también completó una residencia en la Escuela de Pintura y Escultura Skowhegan.

### Trayectoria profesional
Quarles hizo su primera exposición individual titulada It's Gunna Be All Right, Cause Baby, There Ain't Nuthin Left, en 2017 en Skibum Macarthur en Los Ángeles, CA.
En 2017, Peter Schjeldahl del New Yorker comparó el trabajo de Quarles con el de los artistas Arshile Gorky y Willem de Kooning, y describió su habilidad para "adaptar la estética abstracta a la representación carnal". Tras la exposición de la obra de Quarles en "Abstract/Not Abstract" como parte de la Miami Art Week en 2017, el marchante de arte Jeffrey Deitch declaró que estaba "sorprendido por su pintura", y que consideraba a Quarles como  "la artista más popular" en Estados Unidos de ese momento".
Su segunda exposición individual titulada Baby, I Want Yew To Know All Tha Folks I Am,  la hizo al año siguiente en la Galería David Castillo en Miami, FL.
Fue incluida en la exposición itinerante de 2019 Young, Gifted, and Black: The Lumpkin-Boccuzzi Family Collection of Contemporary Art .
Otras exposiciones notables suyas fueron Fictions (2017/18) en el Studio Museum de Harlem, Trigger: Gender as a Tool and a Weapon (2017/18) en el New Museum of Contemporary Art de Nueva York, y Made in LA (2018) en el Museo Hammer en Westwood, CA.
Seis obras de la artista estuvieron incluidas  en la exposición de Cecilia Alemani La leche de los sueños, en el Pabellón Central de la Bienal de Venecia de 2022.

## Obra
Los títulos de sus obras aluden a menudo a una lengua vernácula escrita y hablada. El contenido de sus obras presenta muchas formas humanas distorsionadas, a menudo desnudas. Contorsiona y retuerce los cuerpos, haciendo que los miembros interactúen con diferentes capas/dimensiones de la obra para mostrar una profusión de perspectivas. En su vida personal, a menudo se confunde su identidad racial y sexual de mujer negra, queer y cisgénero a menudo se confunde. Por lo que la multiplicidad de sus obras se percibe como un vínculo con esas experiencias personales ante la tergiversación. Quarles representa con frecuencia a parejas en poses eróticas, aunque inverosímiles.
En 2018, explicó la relación de su identidad con su obra: "Como mujer, como alguien que es queer, como persona de color, es importante para mí no perpetuar el consumo pasivo del cuerpo. Pero también es lo que me gusta hacer, pintar el cuerpo. Así que trato de encontrar formas que no permitan una lectura pasiva. Veo mi trabajo como una exploración de la ambigüedad de la identidad. Mis figuras se mueven entre géneros. Tiendo a pintar senos en mi obra pero lo veo más como una oportunidad para expresar la gravedad a través de esta cosa extraña, carnosa y llena de bultos".
En 2021, durante una entrevista con Jareh Das de Bomb Magazine, describió su obra así: "Las figuras de mi obra son posiblemente cuerpos individuales que se mueven a través del tiempo y el espacio, así como a través de su percepción de sí mismos. También interactúan con sus sombras. Uso el medio de la pintura, con sus connotaciones históricas, para activar algo que puede ir más allá de la fijeza. He descubierto que la pintura es un medio muy útil porque está muy sobrecargado por su historia, reglas y expectativas. Esto refleja mi experiencia de vivir en el cuerpo que habito, en el que en ciertos momentos también me desvío en cuanto a la norma y la expectativa de identidad o los momentos en que todo el sistema se pone en evidencia  y se desmorona".

## Premios y reconocimientos
En 2015, Quarles obtuvo la Beca Robert Schoelkopf de la Universidad de Yale y en 2016 la beca Rema Hort Mann para Artistas Emergentes.
En 2018 fue nombrada miembro de "Artsy Vanguard", un grupo de 15 artistas declarados "On the Rise" por Artsy.net .
Quarles recibió el Premio Pérez inaugural (2019) del Pérez Art Museum Miami .

## Mercado del arte
En 2022, la pintura de Quarles Night Fell Upon Us Up On Us (2019) se vendió por la cifra récord de 4,5 millones de dólares en Sotheby's, Nueva York.
La artista está representada por Pilar Corrias y Hauser & Wirth.

## Exposiciones
Quarles ha realizado numerosas exposiciones individuales en galerías y museos de los Estados Unidos e internacionalmente. Entre su exposiciones individuales más conocidas están Baby, I Want Yew To Know All Tha Folks I Am (2017), Skibum MacArthur Gallery, Los Ángeles y David Castillo Gallery, Miami; MATRIX 271/Christina Quarles (2018), Berkeley Art Museum y Pacific Film Archive, Berkeley, California ; Christina Quarles: A semejanza (2019), The Hepworth Wakefield, Wakefield, West Yorkshire ; Yew Jumped too Deep, Yew Burried the Lead (2019), Centro de Artes Visuales de Richmond, Kalamazoo, Michigan; y Christina Quarles (2021-2022), originalmente del Museo de Arte Contemporáneo de Chicago.
También ha participado en numerosas exposiciones colectivas, entre ellas la Biennale de Lyon (2022), Musée d'art contemporain de Lyon, y la 59 Bienal de Venecia (2022).

## Publicaciones

### 2021
- Quarles, Christina, 'Man in Shower in  Beverly Hills'; en: Little, Helen, David Hockney. Moving Focus, Londres: Tate Publishing, 2021, págs. 84–87.
- Quarles, Christina, Bacon Today, en: Royal Academy of Arts Magazine, Londres, no. 153, invierno de 2021, págs. 50 y 51.

### 2019
- Quarles, Cristina, 'Christina Quarles'; en: Porter, Janelle (ed. ), Mike Kelley: Timeless Painting, Zúrich/Nueva York: Hauser & Wirth, 2019, p. 113.